# 北ゴロンタロ県
北ゴロンタロ県 (きたゴロンタロけん、インドネシア語: Kabupaten Gorontalo Utara)はインドネシアのスラウェシ島のゴロンタロ州に位置する県。県都はクワンダン。
2007年の法律番号11/2007に基づいて設置された。2010年の調査では面積は1,230.07km2、人口は104,068人。
スラウェシ島の北岸に位置し、ゴロンタロ州の北岸全域を含む。

## 自治体
県は6の郡（kecamatan）からなり、2010年の調査では人口は以下のようであった
| 名称         | 人口 2010年 |
| ------------ | ----------- |
| Atinggola    | 10,299      |
| Gentuma Raya | 7,972       |
| Kwandang     | 35,965      |
| Anggrek      | 20,230      |
| Sumalata     | 16,038      |
| Tolinggula   | 13,629      |

## 註
1. ↑  Biro Pusat Statistik, Jakarta, 2011.

座標: 北緯0度46分12秒 東経122度19分00秒 / 北緯0.77000度 東経122.31667度